# Corsica (Dakota del Sud)
Corsica è una città della contea di Douglas nello Stato del Dakota del Sud, negli Stati Uniti. La popolazione era di 561 abitanti al censimento del 2020.

## Geografia fisica
Secondo l'Ufficio del censimento degli Stati Uniti, ha una superficie totale di 0,84 mi² (2,18 km²).

## Storia
Corsica è stata pianificata nel 1906. Deve il suo nome all'omonima isola, da dove provenivano alcuni operai della ferrovia.

## Società

### Evoluzione demografica
Secondo il censimento del 2020, la popolazione era di 561 abitanti.